# Gazzetta del Popolo
La Gazzetta del Popolo (L'Italiano-Gazzetta del Popolo dalla fondazione fino al 1945) è stato un quotidiano italiano fondato a Torino il 16 giugno 1848. Ha cessato le pubblicazioni il 31 dicembre 1983, dopo 135 anni di vita.

## Storia

### Durante il Regno d'Italia

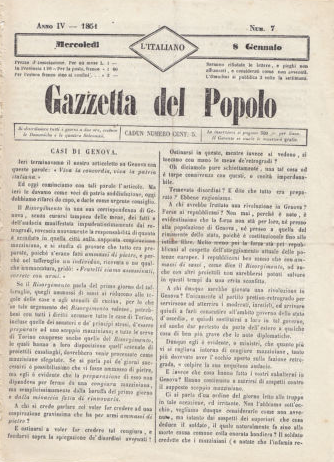
«La «Gazzetta del Popolo», 8 gennaio 1851

Fu fondata dallo scrittore Felice Govean e dai medici Giovanni Battista Bottero e Alessandro Borella. La prima sede del giornale si trovava in piazza IV Marzo. Fu lanciata con un prezzo molto contenuto (5 centesimi la copia e 12 lire l'abbonamento annuale) per favorirne la diffusione presso la piccola borghesia istruita. Arrivò presto a 4.000 abbonati.

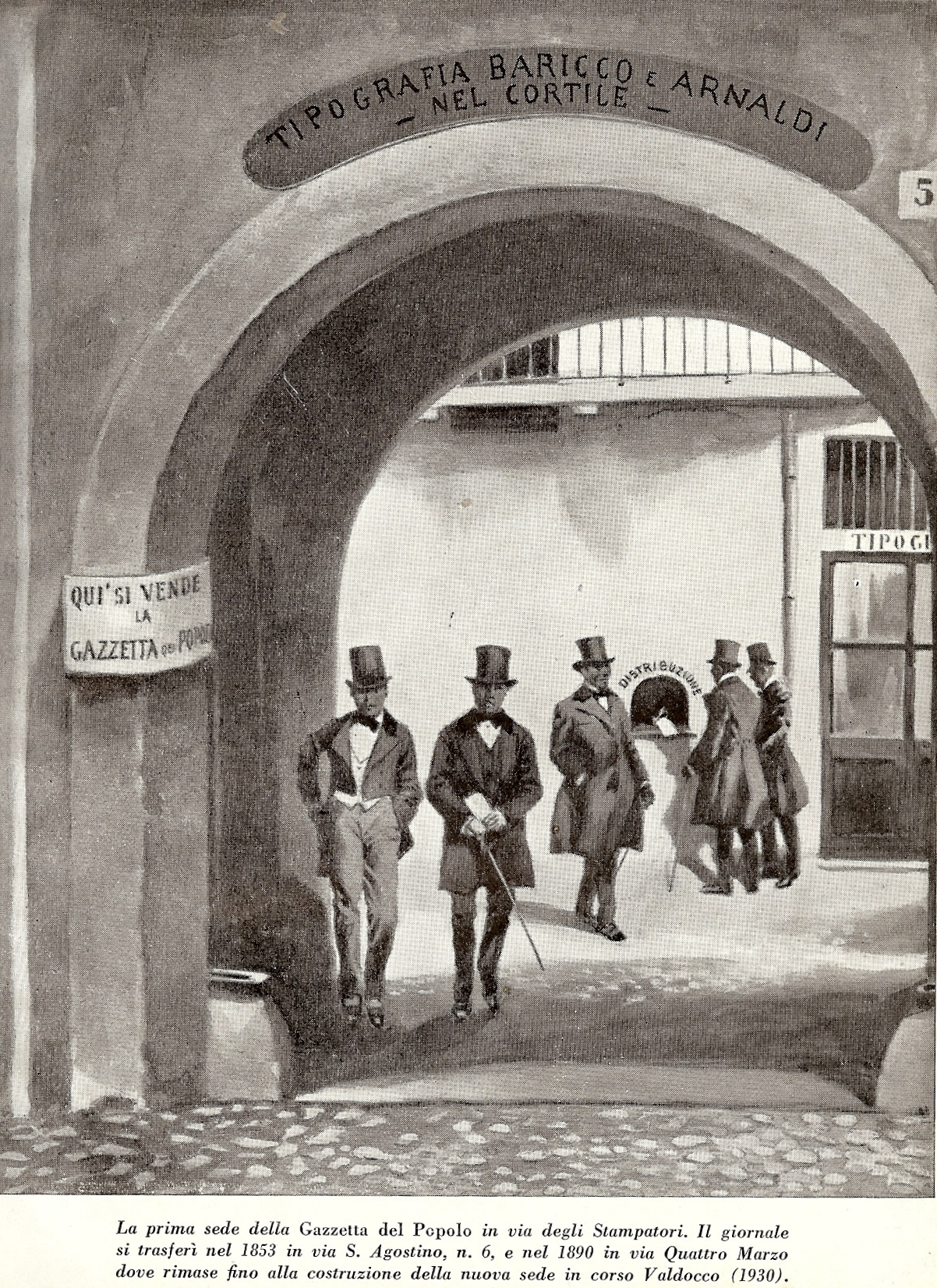
La prima sede del giornale

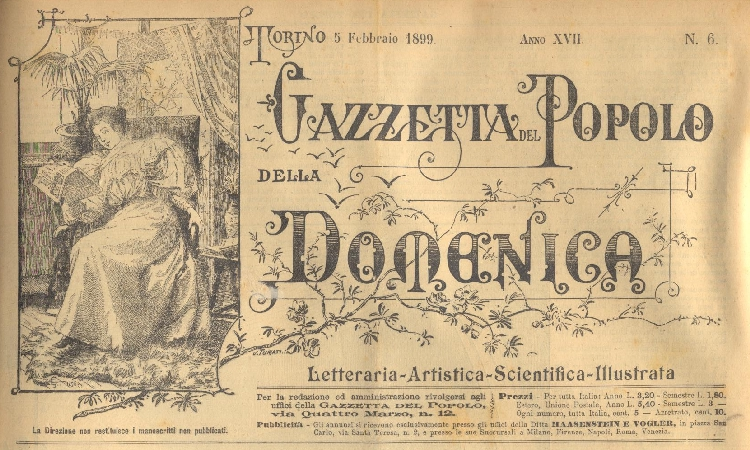
Testata della «Gazzetta del Popolo della domenica», supplemento illustrato della «Gazzetta del Popolo» (un numero del 1899)

Il primo direttore dalla fondazione fu Govean. Di orientamento liberale, monarchico e anticlericale, la Gazzetta appoggiò la politica di Cavour e il programma risorgimentale di unificazione italiana. Durante la guerra di Crimea (1853-56) il quotidiano lanciò una campagna per fornire cento cannoni alla fortezza di Alessandria. I lettori furono mobilitati e lo scopo fu raggiunto. Le vendite della Gazzetta si moltiplicarono: venne raggiunto il tetto delle 10 000 copie, contro le 2.000 del diretto concorrente, il cattolico L'Armonia delle religioni con la civiltà, diretto da Giacomo Margotti.
Dopo l'unificazione del Paese (1861) la direzione del giornale passò a Giovanni Battista Bottero. La sua Gazzetta sostenne la Sinistra storica di Francesco Crispi contro la politica di Giovanni Giolitti. Nel 1874 era il secondo quotidiano italiano per diffusione, dopo Il Secolo di Milano. Nel 1883 fu varato il supplemento settimanale Gazzetta del Popolo della domenica. Bottero guidò il quotidiano fino alla morte (1897). Come suo successore fu scelto Baldassarre Cerri, redattore capo e comproprietario, il quale non modificò la linea politica antigiolittiana.

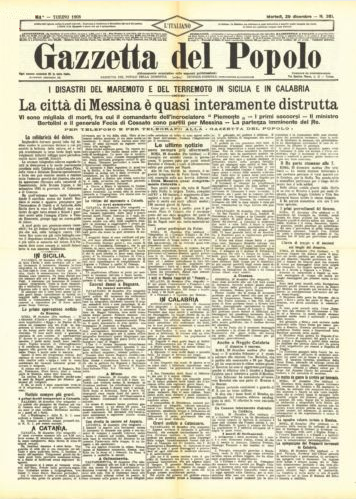
Numero del 1908. In prima pagina il terremoto di Messina.

Nell'autunno del 1912 il giornale ampliò notevolmente la parte sportiva, dando alla sezione (di due pagine) il nome Lo sport del Popolo. L'anno dopo il foglio fu staccato dalla testata madre ed ebbe una vita propria. Dal 4 aprile 1913 uscì in edicola con cadenza bisettimanale; la carta era di un colore vagamente rosa, come quello già utilizzato da uno dei più importanti giornali sportivi, la milanese La Gazzetta dello Sport, già ben conosciuta all'epoca come «la rosea». La redazione, guidata dall'avvocato Mario Nicola, era costituita da Renato Casalbore (segretario di redazione e addetto al calcio minore), Ettore Berra, Nereo Squarzini, Giuseppe Ambrosini, Giulio Corradino Corradini e si avvaleva di numerosi collaboratori da diverse città italiane. Lo sport del Popolo uscì per due anni consecutivi fino alla fine della stagione sportiva 1914-15.
Nel 1913 la Gazzetta del Popolo era il quinto quotidiano italiano più venduto, con una media di 120 000 copie diffuse giornalmente.
Nel 1921 la Gazzetta del Popolo diede vita al supplemento illustrato Illustrazione del popolo per fare concorrenza alla milanese Domenica del Corriere.
Nel 1923 il giornale fu rilevato dalla neonata «Società Editrice Torinese». Nel 1925 la proprietà della casa editrice passò alla Società Idroelettrica Piemontese (SIP), gruppo filo-governativo: il giornale finì sotto il controllo del regime fascista. La nuova proprietà avviò una serie di investimenti sugli impianti (nuove rotative, migliori procedimenti per riprodurre le fotografie). Negli anni 1920 raggiunse la soglia delle 180 000 copie vendute. L'impostazione era decisamente moderna: rubriche di moda, cucina, tempo libero, sull'educazione, pubblicità. Incontrarono il favore del pubblico gli inserti settimanali e la sezione per i bambini con racconti, giochi e fumetti. Giulio De Benedetti era il condirettore del quotidiano; dal 1928 il curatore del supplemento fu il critico letterario Lorenzo Gigli.
Nel 1930 il giornale pubblicò per primo in Italia le strisce di Topolino. L'anno seguente venne varata una pagina culturale settimanale, Diorama letterario (10 giugno 1931, anch'essa curata da Lorenzo Gigli). La Gazzetta del Popolo fu il primo quotidiano italiano a contenere illustrazioni a colori. Il direttore Ermanno Amicucci introdusse l'impaginazione a settori (cronaca, spettacoli, letteratura, sport), con intere pagine dedicate ad un solo argomento.
Per diversi anni la Gazzetta superò nelle vendite il diretto concorrente La Stampa.
Nel marzo 1944 era direttore del quotidiano il giornalista Ather Capelli, che fu ucciso il 31 dello stesso mese dai GAP di Torino. L'ultimo numero uscì il 26 aprile 1945.

### Durante la Repubblica
Il 24 luglio 1945, dopo la fine della seconda guerra mondiale, riprese le pubblicazioni con la testata Gazzetta d'Italia. La proprietà ritornò alla Società Idroelettrica Piemontese, del gruppo IRI; alla direzione fu chiamato Massimo Caputo, giornalista di orientamento liberale. Dal 1946 il quotidiano ebbe anche un'edizione pomeridiana, Gazzetta Sera (uscì fino al 1957). In occasione del referendum istituzionale del 1946, Caputo schierò il quotidiano a favore della monarchia.
L'11 febbraio 1947 ritornò al nome originale di Gazzetta del Popolo, con il piccolo aggettivo "nuova". Nel 1948 Caputo costituì un comitato di garanti in cui entrarono personaggi importanti della cultura italiana come Benedetto Croce, Luigi Einaudi e Gioele Solari.
Nel giugno 1953 il giornale fu acquistato dal senatore democristiano Teresio Guglielmone. La Gazzetta entrò nell'orbita della Democrazia Cristiana. Nel 1957 fu rilevata dall'Affidavit, società romana finanziata dalla DC. La linea politica passò dal campo liberale a quello centrista filo-democristiano.
Gli anni Cinquanta-Sessanta furono caratterizzati dall'immigrazione dal Sud. La Gazzetta contribuì a favorire il processo d'integrazione degli immigrati nel tessuto civico torinese. La redazione era fortemente sindacalizzata e mantenne un orientamento politico di sinistra (il corsivista dell'Unità Fortebraccio definì il giornale "forse in segreto filocomunista"). Tra gli anni sessanta e gli anni settanta condusse alcune importanti inchieste sul lavoro minorile, sulle baronie mediche e sugli incidenti sul lavoro.
La Gazzetta mantenne una tiratura elevata per alcuni anni, fino a quando venne surclassata dalla concorrenza de La Stampa, pur rimanendo un giornale altamente competitivo e sempre con notizie di prima mano.
Nel 1974 venne acquistata dall'editore Alberto Caprotti. Il nuovo proprietario, constatato il forte indebitamento contabile, decise la chiusura del giornale per il 1º agosto. La redazione protestò (un numero del 1974). Intervenne la FNSI, ottenendo un accordo con Caprotti, che permise al giornale di continuare ad uscire. Per 14 mesi la testata fu retta da una cooperativa autogestita tra giornalisti e poligrafici. 
Il 30 settembre 1975 la proprietà passò alla società Editor dell'editore milanese Lodovico Bevilacqua, che però non ne risollevò le sorti. Nel 1980 il deficit della testata si fece sempre più pesante e si decise di ridurre il formato in quello tabloid, ma senza benefici. Il 9 luglio 1981 il tribunale decise il fallimento della Editor. In quel periodo tutti i quotidiani soffrivano di una certa crisi a causa degli elevati costi di stampa, della carta (importata dall'Unione Sovietica), e del personale (i numerosi tipografi, indispensabili per mandare avanti l'antica potentissima rotativa, collocata sotto la sede storica di corso Valdocco).
Mentre molti quotidiani investivano in nuove tecnologie tipografiche (la fotocomposizione), come fece La Stampa, l'editore Bevilacqua decise invece di ritardare gli investimenti, contando sull'approvazione in Parlamento di un disegno di legge che prevedeva sostanziali contributi statali al mondo dell'editoria, anche attraverso le spedizioni agevolate poi offerte dalle Poste. Il giornale venne dichiarato fallito proprio uno o due giorni prima l'emanazione della legge. Il direttore in carica era Michele Torre, ed il vice era Claudio Donat Cattin.
Col fallimento il giornale fu pubblicato ancora per qualche settimana in gestione provvisoria, fino alla chiusura decisa dai giudici il 2 agosto 1981, quando il suo archivio venne consegnato all'Archivio Storico della Città di Torino. Le pubblicazioni ripresero provvisoriamente nel 1982, grazie alla volenterosa intraprendenza dei tipografi del quotidiano sportivo torinese Tuttosport, in una nuova sede, fino a una nuova chiusura avvenuta il 31 dicembre 1983.
La proprietà della testata, dopo vari passaggi, è passata nel 2004 nelle mani dell'imprenditore e politico siciliano Vito Bonsignore.

## Denominazione delle testate
Edizione pomeridiana
- Dal 1914 al 1937: Gazzetta del popolo della sera - L'Italiano
- 1937-1938: Il Popolo - Gazzetta della Sera
- Dal 1938 al 1943: L'Italiano - Gazzetta del popolo della sera
- 1943: Popolo sera - Gazzetta del popolo della sera
- 1944-1945: Gazzetta del popolo della sera
- Dal 1946 al 1957: Gazzetta sera

## Direttori
Fondatori
- Felice Govean (16 giugno 1848 - maggio 1861)
- Giovanni Battista Bottero (maggio 1861 - 16 novembre 1897)

Scelti dalla proprietà
- Baldassarre Cerri (17 novembre 1897 - 12 giugno 1902)
- Giovanni Bussa (13 giugno 1902 - 1914)

Delfino Orsi, condirettore (1902 - 1914)
Giovanni Collino, condirettore (1902 - 1914)
- Giovanni Collino (1914 - 1917)
- Delfino Orsi (1917 - 1924)

Graditi al regime fascista
- Raffaele Nardini Saladini (1924 - 1926)
- Maffio Maffii (1926 - 16 dicembre 1927)
- Ermanno Amicucci (17 dicembre 1927 - 7 novembre 1939)

Giulio De Benedetti, condirettore (1927-30)
Eugenio Bertuetti, condirettore (1930-39)
- Eugenio Bertuetti (8 novembre 1939 - 25 luglio 1943)

Dopo la caduta del fascismo: nomina approvata dal Minculpop defascistizzato
- Tullio Giordana (fine luglio - 9 settembre 1943)

Graditi al regime della R.S.I.
- Ather Capelli (13 settembre 1943 - 16 gennaio 1944)
- Ezio Maria Gray (17 gennaio 1944 - 26 aprile 1945)

Sospensione per decreto del CLN: 28 aprile - 23 luglio 1945. Le pubblicazioni riprendono con la testata Gazzetta d'Italia.

Nominato dal CLN
- Massimo Caputo (24 luglio 1945 - 30 giugno 1953)

Scelti dalla proprietà
- Francesco Malgeri (1º luglio 1953 - 4 gennaio 1958)
- Riccardo Forte (5 gennaio-31 dicembre 1958)
- Ugo Zatterin (1º gennaio 1959 - 5 aprile 1960)
- Arturo Chiodi (6 aprile 1960 - 5 gennaio 1964)
- Giorgio Vecchiato (6 gennaio 1964 - 24 luglio 1974)

Dopo l'accordo con il sindacato giornalisti, il quotidiano è firmato dai dirigenti della FNSI fino al settembre 1975
- Michele Torre (1º ottobre 1975 - 31 luglio 1981)

Dopo la rinascita
- Ferruccio Borio (11 settembre 1982 - 31 dicembre 1983)